# Manru
Manru ist eine Oper in drei Akten von Ignacy Jan Paderewski mit einem Libretto von Alfred Nossig. Sie ist die einzige Oper Paderewskis und wurde am 29. Mai 1901 in der Semperoper Dresden uraufgeführt.

## Handlung

### Erster Akt
Die Bäuerin Jadwiga bedauert die Schande, die ihre Tochter Ulana über sie und sich brachte, als sie den Zigeuner Manru heiratete. Ulana würde sich gerne mit ihrer Mutter versöhnen, jedoch würde diese nur einwilligen, wenn Ulana Manru verließe. Ulana, die nun kein Zuhause mehr hat, fürchtet, dass Manru sie verlassen könnte und bittet deshalb den Zwerg Urok, der magische Kräfte hat, darum, ihr einen Trank zu brauen, mit dem sie Manru für immer an sich binden kann, da sie gehört hat, wie untreu Zigeunermänner sind.

### Zweiter Akt
Manru hat die Zigeuner verlassen, um mit Ulana zusammen in der Stadt zu leben. Sie haben ein gemeinsames Kind. Trotzdem ist Manru unglücklich und Ulana wird immer ängstlicher, dass er sie verlassen könnte. Tatsächlich trifft Manru sich mit einem Zigeuner und erfährt, dass die junge Zigeunerin Asa sich in ihn verliebt hat und sich wünscht, dass er zurück zu den Zigeunern kommt. Schließlich gibt Ulana Manru den magischen Trank und der Akt endet damit, dass er seine Leidenschaft für sie erklärt.

### Dritter Akt
Manru wandert durch einen Wald und wundert sich über die Magie, die plötzlich über ihn gekommen ist. Er trifft auf seine Zigeuner und wird von einigen sofort gebeten, wieder zu ihnen zurückzukehren. Nur der Anführer, Oros, will Manru nicht wieder aufnehmen. Verärgert über die Sturheit Oros beschließen die Zigeuner, ihn als Anführer abzusetzen und stattdessen Manru zu folgen. Manru nimmt diese Entscheidung an und bleibt bei ihnen. Aus Verzweiflung darüber, Manru nun doch verloren zu haben, bringt Ulana sich um. Voll Trauer über den Tod seiner heimlichen Liebe und Wut über Manru tötet Urok den Zigeuneranführer.

## Gestaltung

### Musik
In der Umsetzung des Librettos hielt sich Paderewski an die Konventionen des späten 19. Jahrhunderts und verwendet Harmonien, die den Einfluss Wagners genauso repräsentieren wie den Orchestrationsansatz deutscher Komponisten. Die Einleitung des dritten Aktes ist ein Erzählpunkt, in dem sich verschiedene Motive zur vorigen Szene zwischen Manru und den Zigeunern zu vereinen scheinen. Das erinnert an den Anfang der zweiten Szene des letzten Aktes der Götterdämmerung mit  Zwischenspiel zwischen dem Solotenor (Siegfried) und den anderen Männerstimmen (Gibichsmannen, Chor; Gunther, Bariton; Hagen,  Bass), das Akkorde oder kurze Dissonanzen des Orchesters unterstreicht und manchmal augmentiert. Vom melodischen Inhalt ähnelt Paderewskis Ansatz manchmal dem Stil Smetanas und Dvořáks, dessen Oper Rusalka zur gleichen Zeit entstand. Deklamatorische Passagen finden in Form eines Rezitativs statt, assoziiert mit der italienischen Oper. Fließende Dialoge, die ihre Beachtung des Textes wegen verlangen, werden mit Tonrepetitionen und relativ simplen Melodien wieder gegeben.
Manche der ausdrucksstärkeren Linien finden sich bei Manru, dessen Hauptrolle offensichtlich ist, da Paderewski die Oper nach ihm benannt hat. Manrus Partie enthält eine Reihe ergreifender Linien, besonders in der Szene zwischen Ulana und ihm am Beginn des zweiten Akts. Während Ulanas Rolle im ersten Akt deklamatorisch bleibt, wird sie im zweiten Akt reflektiv, da sie und Manru außerhalb ihrer respektiven Gemeinschaften leben und sich wundern, dass sie sich einander entfremden. Diese Szene ist das Herzstück des Werkes und setzt den emotionalen Platz, der die Oper zu ihren tragischen Höhepunkt (Klimax) führt.
Andeutungen volkstümlicher Melodien und lokaler Färbungen sind Teil der Musiksprache Paderewskis, aber er verfällt dabei nirgendwo in ein formelhaftes Schema. Dies ist ein ernsthaftes Werk, das effektiv volkstümliche Elemente im größeren Kontext einer polnischen Oper zeigt. Die Bedeutung des Dramas wird im Notentext indirekt durch den Verlauf der Stimmen unterstrichen, der hilft, die emotionale Lage des Geschehens einzuschätzen. Zur gleichen Zeit verwendet Paderewski das Orchester geschickt, um den Gesangstext zu unterstreichen und die Handlung nahezulegen. Der Marsch der Zigeuner später im dritten Akt erinnert an Orchesterfarben, ohne ein Klischee zu bedienen, und der dramatische Verlauf der Stimmen während der letzten Szene verstärkt die Handlung.

### Libretto
Passend zum Nationalismus, den Paderewski förderte, basiert das Libretto von Alfred Nossig auf Józef Ignacy Kraszewskis Roman Chaty za wsią (“Die Hütte hinter dem Dorfe”) aus dem Jahre 1843. Während dieses Werk allgemein als erstes polnisches Musikdrama gesehen wird, so ist der eklektische Stil, den Paderewski bei diesem Werk verwendete, mehr als eine slawische Imitation der Wagner-Oper. Die Geschichte selbst ähnelt manchen Erzählungen, die Verismo-Komponisten zur gleichen Zeit anzogen wie Paderewski. Die Handlung beleuchtet die vom Pech verfolgte Beziehung zwischen der polnischen Bauerstochter Ulana und dem Zigeuner Manru, der mit einigen Klischees beladen daherkommt, um das Aufeinandertreffen der Kulturen zu verdeutlichen. Während die Oper aus dem Repertoire heraussticht, wird sie noch als Paderewskis Meisterwerk betrachtet.

## Geschichte

### Entstehung
Unter den wenigen Kompositionen Paderewskis sticht Manru als einzige Oper heraus. Seit der Studienzeit in Berlin hatte Paderewski mit den Gedanken gespielt, eine Oper zu komponieren. Manru ist das Ergebnis der Verwirklichung dieses Planes. Die Oper wurde mit einem deutschsprachigen Libretto von Alfred Nossig am 29. Mai 1901 in der Semperoper zu Dresden unter der künstlerischen Leitung Ernst von Schuchs uraufgeführt.

### Rezeption
Am 8. Juni 1901, nur wenige Tage nach der Weltpremiere in Dresden, wurde die Oper in Lemberg mit einem ins Polnische übersetzten Libretto gespielt. Es gab nationale Premieren des Werkes in Prag am 24. November 1901, in Zürich am 30. Januar 1902 und in Warschau am 24. Mai 1902. Die Oper wurde auch in Nizza, Monte Carlo, Bonn und Kiew gespielt. An der Metropolitan Opera wurde Manru in der englischen Übersetzung von Henry Edward Krehbiel während der Opernsaison 1901/1902 gleich vier Mal gespielt, von denen das erste Mal die US-amerikanische Premiere am 24. Februar 1902 war. Es sangen Alexander von Bandrowski als Manru und Marcella Sembrich als Ulana unter der künstlerischen Leitung von Walter Damrosch (ein guter Freund Paderewskis). Die Oper ist bis heute die einzige polnische Oper, die an der Metropolitan Opera jemals produziert wurde. Weitere US-amerikanische Aufführungen der Oper sind aus Philadelphia, Pittsburgh, Boston, Chicago und Baltimore bekannt.
In Polen fand die einzige Oper Paderewskis erst ab den 1960er Jahren eine regelmäßige Aufmerksamkeit. Das Teatr Wielki (Warschau) hatte sie 1930 zwar wiederbelebt und weitere Aufführungen 1936 gegeben, und das Teatr Wielki (Posen) 1938 eine vollständige Neuproduktion der Oper lanciert. Seit 1945 wird Manru aber außerhalb Polens nicht mehr gespielt, was am kosmopolitischen Flair des Werkes liegen mag. Bedeutende Ereignisse waren deshalb 1961 die Opernaufführungen in Posen und Warschau sowie 1990 eine weitere Aufführung in Wrocław  anlässlich Paderewskis 130. Geburtstages. Im Jahr 2001 organisierte die Opera Wrocławska anlässlich des 60. Todestages Paderewskis eine konzertante Aufführung der Oper unter der Leitung von Ewa Michnik. Die polnische Plattenfirma Dux Records produzierte dabei einen Konzertmitschnitt und brachte Paderewskis einziges Opernwerk weltweit erstmals auf Tonträger. Im März 2022 wurde die Oper in der deutschen Originalfassung an der Oper Halle aufgeführt.

## Aufnahmen / Diskographie
- Ignacy Jan Paderewski: Manru mit Taras Ivaniv (Manru), Ewa Czermak (Ulana), Barbara Krahel (Jadwiga), Agnieszka Rehlis (Aza), Radosław Żukowski (Jagu), Maciej Krzysztyniak (Urok), Zbiegniew Kryczka (Oroz), Dorota Dutkowska (ein Mädchen), Andrzej Kalinin (Stimme aus den Bergen), Stanisław Czermak (Violine), Chor und Orchester der Schlesischen Oper Wrocław, Dirigentin: Ewa Michnik. Dauer: 110 min, 2 CDs Dux Records, 2001
- Ignacy Jan Paderewski: Manru mit Janusz Ratajcak (Manru), Violetta Chodowicz (Ulana), Barbara Krahel (Jadwiga), Monika Ledzion (Aza), Jacek Greszta (Oros), Leszek Skrla (Urok), Lukasz Golinski (Jagu) u. a.; Chor und Orchester der Opera Nova Bydgoszcz; Leitung: Maciej Figas; 2CDs Dux Records, 2006